# Berndt W. Wessling
Berndt Wilhelm Wessling (* 25. Juli 1935 in Bremen; † 13. Januar 2000 in Hamburg) war ein deutscher Journalist und Schriftsteller.

## Leben

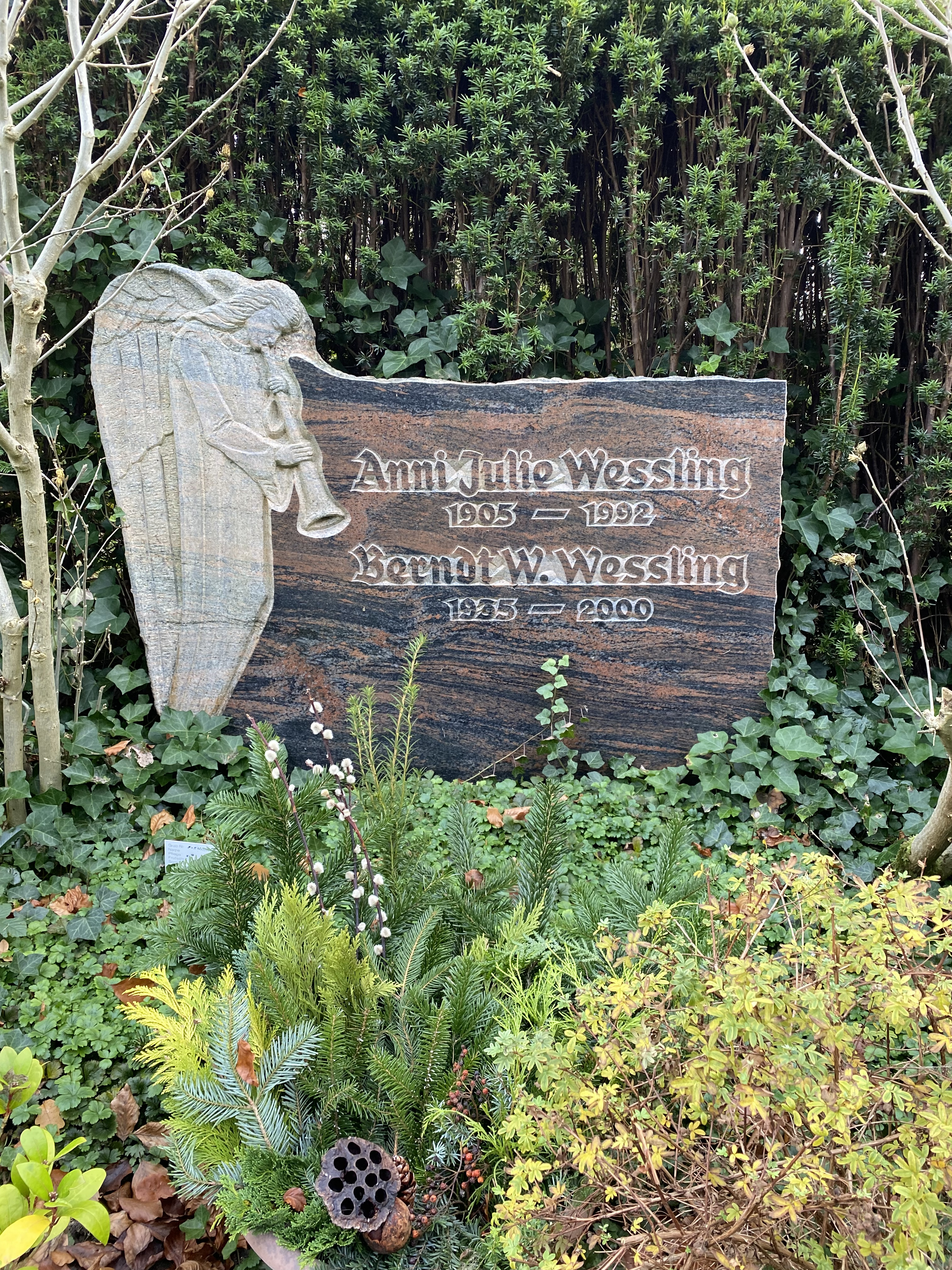
Grabstätte

Berndt W. Wessling wurde als Sohn des Gastronomen Carl Wessling geboren und wuchs nach der Scheidung seiner Eltern bei seinen Großeltern auf. Zwischen 1959 und 1961 studierte er in Hamburg Geschichte und Musikwissenschaften. Seit 1961 journalistisch tätig, kam er 1965 als Redakteur zum NDR-Fernsehen. Ab 1970 lebte er in Hamburg als freier Journalist und Schriftsteller.
Bekannt wurde Wessling vor allem als Autor von Künstler-Biografien und als Herausgeber des (angeblichen) literarischen Nachlasses seiner Großtante Julie Schrader. Daneben veröffentlichte er Gedichte, Erzählungen, Essays, Satiren und Romane, Theaterstücke, Rundfunk- und Fernsehsendungen sowie die Autobiografie Auf der Straße der Anne Frank.
Im Herbst 1999, wenige Monate vor seinem Tod, übergab Wessling seinen schriftstellerischen Nachlass dem Staatsarchiv Hamburg. Seine letzte Ruhestätte erhielt er auf dem Friedhof Groß Flottbek.

### Kritik an Wesslings Werk und Person
Gegen Wessling wurden über mehrere Jahrzehnte Fälschungsvorwürfe laut.
Seit Mitte der 1970er Jahre gilt die Masse der Arbeiten seiner Großtante Julie Schrader bei Kritikern als Falsifikat. Die Brockhaus Enzyklopädie schloss sich 1981 diesem Urteil an und schreibt den Großteil der Schraderschen Werke seitdem Wessling zu.
Die Qualität seiner biografischen Arbeiten ist ebenfalls stark umstritten. Der Lexikograph Gert Woerner prüfte fünf von Wessling verfasste Lebensbeschreibungen (u. a. Gustav Mahler, Carl von Ossietzky und Kurt Tucholsky) und stellte fest, dass die meisten vom Autor angegebenen Quellen nicht existierten, „was die Vermutung nahelegte, daß Wessling in seinen Biographien häufig nicht nur die Quellen seiner Zitate erfunden hat, sondern auch die Zitate selbst.“ Der Literaturwissenschaftler Viktor Otto, der ebenfalls eine Biografie prüfte, fasste zusammen: „Wie man die Methoden Wesslings auch immer nennen mag, mit Wissenschaft haben sie wenig zu tun.“
Wessling wurde 1989 im Spiegel als Fälscher entlarvt. Seine Treffen und Interviews mit Alma Mahler, die er in seinem Buch Alma – Gefährtin von Gustav Mahler, Oskar Kokoschka, Walter Gropius, Franz Werfel erwähnte, hatten nie stattgefunden.
Bis zu seinem Tod ging Wessling gegen seine Kritiker mit juristischen Mitteln und verbalen Attacken vor, bei denen er im Laufe der Jahre jedes Augenmaß verlor.

## Werke
Buchveröffentlichungen
- Verachtet mir die Meister nicht. 1963.
- Astrid Varnay. 1965.
- Hans Hotter. 1966.
- Wolfgang Windgassen. 1967.
- Bayreuth mon amour. 1968.
- Leopold Ludwig. 1968.
- Franz Liszt. Ein virtuoses Leben. 1968.
- Lotte Lehmann. Mehr als eine Sängerin. 1969.
- Max Brod. Ein Portrait. 1969.
- Spatzen im Kanonenrohr. 1972.
- Gustav Mahler. 1974.
- Narciß & Goldpepperl. 12 Satiren um Ludwig II. Kini von Bayern. 1974.
- Toscanini in Bayreuth. 1976.
- Beethoven. Das entfesselte Genie. 1977.
- Die Töchter Zions. 1978.
- Das große Fritz Reuter Buch. 1978 (Hrsg.).
- Mathilde L. Ein deutsches Panoptikum. 1981.
- … und es lächeln die Götter. Das neue Bayreuth in Anekdote und Bonmot. 1982.
- Sigurd Beyer. Bilder von 1969–1982. 1982 (Mithrsg.).
- Alma – Gefährtin von Gustav Mahler, Oskar Kokoschka, Walter Gropius, Franz Werfel. List Taschenbuch, Düsseldorf 1983, ISBN 3-612-65095-5.
- Bayreuth im Dritten Reich. Richard Wagners politische Erben. 1983 (Hrsg.).
- Meyerbeer. Wagners Beute – Heines Geisel. 1984.
- Tucholsky. Ein deutsches Ärgernis. 1985.
- Die Bahnhofstauben sind meine grauen Geschwister. 1985.
- Furtwängler. Eine kritische Biographie. 1985.
- Carl von Ossietzky: Märtyrer für den Frieden. 1989.
- Leise weht's durch alle Lande. Ein norddeutsches Winter- und Weihnachtsbuch. 1989.
- Wilhelm Busch. Philosoph mit spitzer Feder. 1993.
- Herbert von Karajan. Eine kritische Biografie. 1994.
- Auf der Straße der Anne Frank. Eine Autobiographie. 1995.
- Wieland Wagner – Der Enkel. 1997.
- Ein lebendiger Hund ist besser als ein toter Löwe. 2000.

Artikel
- Das walte Arno Breker…! In: Neue Musikzeitung. Band 47, Nr. 2, 1998, S. 13.
- Groteske Auswürfe? In: Neue Musikzeitung. Band 47, Nr. 6, 1998, S. 11.

Siehe auch: Werke von Julie Schrader.